# René Arnous-Dessaulsays
René Arnous-Dessaulsays, né le 13 juillet 1778 à Lorient et mort le 8 juillet 1852 au château de Fontainebleau, est un amiral et administrateur colonial français.

## Biographie
Son père, Nicolas Arnous des Saulsays, originaire de Nantes, est négociant et armateur à Lorient.
René Arnous-Dessaulsays accomplit une longue et brillante carrière d’officier de marine.
Capitaine de frégate à compter du 3 juillet 1811, il est promu capitaine de vaisseau le 22 août 1821. 
Élevé au grade de contre-amiral le 1er mars 1831, René Arnous-Dessaulsays est nommé gouverneur de la Guadeloupe en remplacement du général Vatable par une ordonnance royale du 1er  mars  1831. Entré en fonctions le 8 juillet 1831, il transmet ses pouvoirs à son successeur, le commissaire général de la Marine Jean Jubelin, le 22 mars 1837.
Promu vice-amiral le 12 juillet 1841, il commande la station navale des Antilles en 1842, puis est nommé le 22 juin 1843 président du comité central de souscription en faveur des victimes du tremblement de terre de la Guadeloupe. Il est admis dans la 2e section (réserve) le 15 juillet 1846.
À sa mort, l’amiral Arnous-Dessaulsays exerçait les fonctions de gouverneur militaire du château de Fontainebleau.

## Décorations
- Chevalier de l'ordre royal et militaire de Saint-Louis le 23 septembre 1814.
- Chevalier de la Légion d'honneur le 28 avril 1821.
- Officier de la Légion d'honneur le 2 mai 1825.
- Commandeur de la Légion d'honneur le 22 avril 1834.
- Grand officier de la Légion d'honneur le 25 avril 1844.
- Chevalier de 3e classe de l’ordre Saint-Ferdinand d’Espagne.

## Publications
- « Instructions pour la navigation aux atterrages et dans la rivière de Para, rédigées d'après les ordres de S. Exc. le ministre de la Marine, par M. Arnous-Dessaulsays, capitaine de vaisseau », Annales maritimes et coloniales, 1822, tome 1, p.393 sq. Article réédité en brochure séparée (Paris, Imprimerie royale, 1840, 39 pages).